# إبراهام أنخيل
إبراهام أنخيل (بالإسبانية: Abraham Ángel)‏ هو رسام مكسيكي، ولد في 7 مارس 1905 في El Oro Municipality ‏ في المكسيك، وتوفي في 27 أكتوبر 1924 في مدينة مكسيكو في المكسيك بسبب جرعة زائدة.